# (1816) Liberia
(1816) Liberia est un astéroïde de la ceinture principale.

## Description
(1816) Liberia est un astéroïde de la ceinture principale. Il fut découvert le 29 janvier 1936 à Johannesbourg par Cyril V. Jackson. Il présente une orbite caractérisée par un demi-grand axe de 2,34 UA, une excentricité de 0,22 et une inclinaison de 26,1° par rapport à l'écliptique.

## Nom
(1816) Liberia porte le nom du Liberia, État de l'Afrique de l'Ouest. La citation de nommage indique en effet :

« Nommé d'après l'État situé sur la côte ouest de l'Afrique. »

— Minor Planet Circular 5183,

## Compléments